# 끌르와
끌르와(티그리냐어: ቅልዋ)는 에리트레아의 고기 요리이다. 주재료는 양고기나 송아지고기이며, 토마토, 피망, 양파 등의 채소와 버르버러 양념, 떠스미를 넣어 볶아 내는 음식이다.

## 같이 보기
- 뜨브스